# Río Cauto (ville)
Pour les articles homonymes, voir Río Cauto.
Río Cauto est une ville et une municipalité de Cuba dans la province de Granma.

## Géographie

### Situation
Río Cauto est dans le sud-est de l'île de Cuba, dans le nord-ouest de la province de Granma, et dans la plaine côtière bordant la rive est du golfe de Guacanayabo. Par route elle se trouve à 
719 km au sud-est de La Havane, 
43 km nord-ouest de Bayamo sa capitale de province, 
et 171 km au nord-ouest de Santiago de Cuba, la principale ville du sud de l'île,.
La ville est arrosée par le Río Cauto, fleuve qui se déverse dans le golfe de Guacanayabo sur la municipalité, à environ 35 km à l'ouest de la ville de Río Cauto, après avoir alimenté un important marais côtier (la partie sud de ce marais est aussi alimentée par les fleuves Yara et Buey).

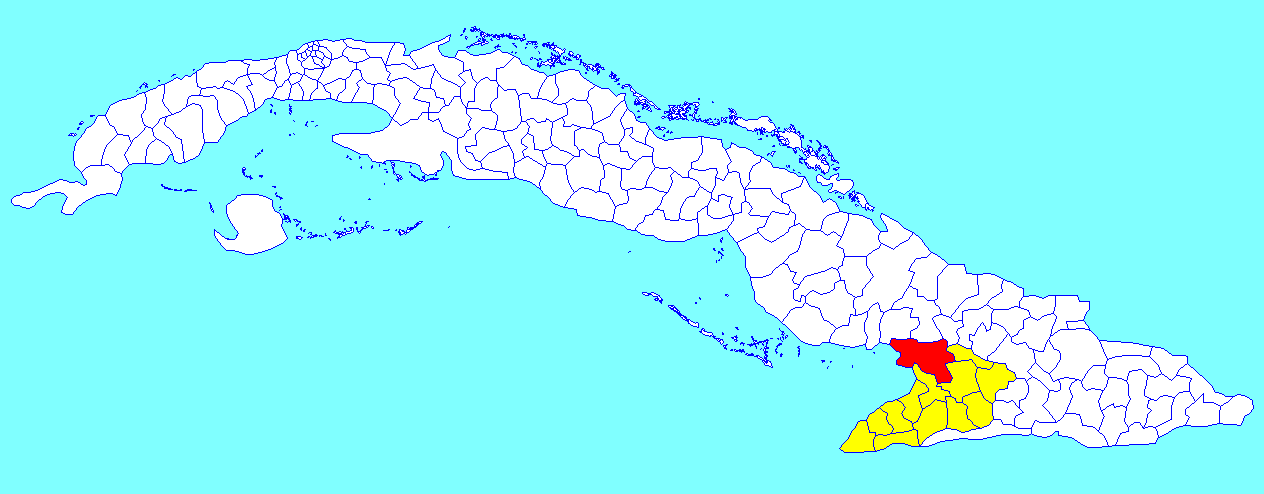
Municipalité de Río Cauto dans la province de Granma

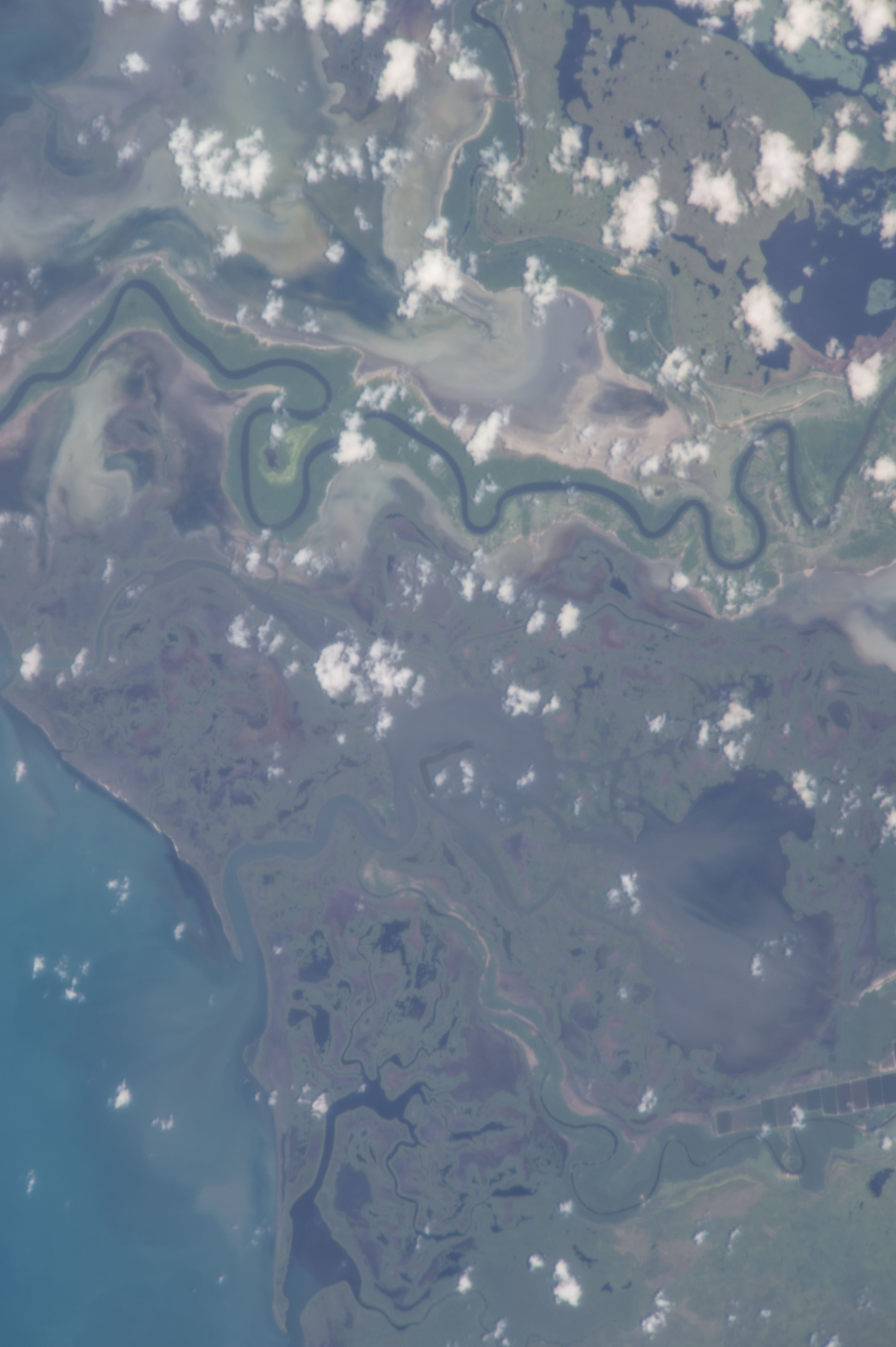
Une partie de la zone du refuge de faune Delta del Cauto

### Divisions administratives
Río Cauto a 12 consejos populares :
- Río
- Cayamas
- Cauto Embarcadero
- Grito de Yara
- Vado del Yeso
- Guamo
- Guamo Viejo
- Santa Rosa
- Caobal
- Batey
- Las 1009
- Cauto del Paso

## Population
En 2022 la population de la municipalité est estimée à 45 545 habitants. Pour une surface de 1 502 km2, la densité est de 30,32 habitants/km².

## Environnement
Une partie du refuge de faune (refugio de fauna) Delta del Cauto, créé en 1994, couvre l'ouest de la municipalité et s'étend sur Jobabo au nord et Yara au sud. Sa surface est de 66 370 ha, dont 53 830 ha de terres et 12 540 ha de zones marines. C'est un site Ramsar et ZICO.